# Wilhelm Ludwig Nitzsch
Wilhelm Ludwig Nitzsch (* 1. Juli 1703 in Eutin; † 28. April 1758 in Wittenberg) war ein deutscher lutherischer Theologe.

## Leben
Der Sohn des kaiserlichen Pfalzgrafen, Geheimrats des Fürsten von Holstein und Bischofs von Lübeck, Gregor Nitzsch († 16. September 1705 in Eutin) und dessen Frau Catharina Eleonora (* 5. Juni 1675 in Gießen; † 5. September 1720 in Kemberg), Tochter des Philipp Ludwig Hanneken, genoss anfänglich Privatunterricht in Wittenberg. Nach dem Besuch der Stadtschule in Kemberg begann er 1721 an der Universität Wittenberg das Studium der Theologie.
Am 29. April 1724 erwarb er den akademischen Grad eines Magisters der Philosophie und erlangte am 17. Oktober 1726 als Magister legens die Vorleseerlaubnis für Hochschulen. Am 12. November 1729 wurde er zum Pfarrer von Apollensdorf in Wittenberg ordiniert. Nachdem er 21 Jahre in dieser Stellung tätig gewesen war, ging er 1750 als vierter Diakon an die Stadtkirche Wittenberg und stieg 1758 in das dritte Diakonat auf, das er bis zu seinem Lebensende innehatte.
Nitzsch vermählte sich mit Katharina Elisabeth, der Tochter des Coswiger Propstes Martin Ernst Richter und seiner Frau Anna Sophie (geb. Siegfried). Aus dieser Ehe stammen zwei Söhne und zwei Töchter. Der Sohn Karl Ludwig Nitzsch war ein bedeutender Theologe.

## Werkauswahl
- Evangelische Lobgesänge. s. l. 1732
- Freuden- und Klagetöne, in Liedern aus den Evangelien. Mühlhausen/Langensalza 1740
- Evangelische Denck-Lieder nach Anleitung der ältesten Kirchen-Väter, Mühlhausen 1740
- Evangelisches Nebo : Christliche Sterbe-Lieder über alle Sonn- und Fest-Tags-Evangelia. Wittenberg 1740
- Evangelischer Saron. Leipzig 1741
- De fonte viventis et videntis, ad Genes. XVI, 13. 14. Wittenberg 1749
- De horto Gethsamene perpessione sospitatoris illustri Exercitatio. Wittenberg 1750